# Łagiewniki (Baja Silesia)
Łagiewniki (alemán: Heidersdorf) es un municipio rural y una localidad del distrito de Dzierżoniów, en el voivodato de Baja Silesia (Polonia).

## Geografía
La localidad de Łagiewniki se encuentra en el suroeste de Polonia, a unos 23 km al este de Dzierżoniów, la capital del distrito, y a unos 40 al sur de Breslavia, la capital del voivodato. El municipio limita con otros seis —Dzierżoniów, Jordanów Śląski, Kondratowice, Marcinowice, Niemcza y Sobótka— y tiene una superficie de 124,77 km² que abarca, además de la localidad de Łagiewniki, a Domaszów, Janczowice, Jaźwina, Kuchary, Ligota Wielka, Młynica, Mniowice, Oleszna, Przystronie, Radzików, Ratajno, Sieniawka, Sienice, Słupice, Sokolniki, Stoszów, Trzebnik y Uliczno.

## Demografía
En 2011, según la Oficina Central de Estadística polaca, el municipio tenía una población de 7324 habitantes.